# نادي شامبلي
نادي شامبلي هو نادي كرة قدم فرنسي يلعب حالياً في الدوري الفرنسي الدرجة الثالثة.تأسس النادي في 1989.